# Línea 523 (Lanús)
La línea 523 es una línea de colectivos municipal del Partido de Lanús. Une la estación de Lanús con la de Remedios de Escalada. Es operada por la empresa Compañía Andrade.

## Recorrido

### Estación Lanús – Estación Remedios de Escalada
Ida a Estación Remedios de Escalada: Desde M. Weild y Avenida Hipólito Yrigoyen por Avenida Hipólito Yrigoyen, 20 de Octubre, Juan Piñeiro (Ex Cnel. Olivieri), Ministro Brin, Avenida 25 de Mayo, Ministro Brin, Sáenz Peña, Avenida Rosales, Ceferino Namuncurá, Marco Avellaneda, Ramón Franco, Av. Rosales, Juan de Garay, Avenida Hipólito Yrigoyen, Luis Caputo hasta Cjal. Antonio H. Barragán (Ex Joaquín V. González) (Est. Remedios de Escalada).
Vuelta a Estación Lanús: Desde Caputo y Concejal Barragán por Caputo, Avenida Hipólito Yrigoyen, Coronel Beltrán, Av. Rosales, Ramón Franco, Marco Avellaneda, García Romero, Lituania, Mñor. Hlandik, Yerbal, Guido y Spano, Av. Rosales, Gral. O'Brien, 20 de Septiembre, De La Cruz, 2 de Mayo, Av. 25 de Mayo Hasta El Centro de Transbordo de La Est. Lanús.

## Flota
La flota de la línea consta de 12 coches numerados del 60 al 72 y una vacante.
| Coche: | Carrocería y modelo: | Chasis:                     | Patente y año | Pasado:                           |
| ------ | -------------------- | --------------------------- | ------------- | --------------------------------- |
| 60     | La Favorita          | Mercedes Benz OF1418/52     | IUB251 2010   | -                                 |
| 61     | TATSA Puma III       | D9.8                        | KWO468 2012   | -                                 |
| 62     | La Favorita          | Mercedes Benz OH1315L-SB    | IOS284 2010   | Ex 27 de la 283 ex ex 34 de la 64 |
| 63     | Italbus Bello I      | Mercedes Benz OF1418/52     | NBJ126 2013   | -                                 |
| 64     | Ugarte Europeo IV    | Mercedes Benz OH1618L-SB/55 | JSL867 2011   | Ex 265 y 250 de la 17             |
| 65     | Vacante              | -                           | -             | -                                 |
| 66     | Italbus Bello I      | Mercedes Benz OF1418/52     | NBJ125 2013   | -                                 |
| 67     | TATSA Puma III       | D9.8                        | KXY721 2012   | -                                 |
| 68     | Italbus Bello I      | Mercedes Benz OF1418/52     | NBJ122 2013   | -                                 |
| 69     | TATSA Puma III       | D9.8                        | KWO469 2012   | -                                 |
| 70     | TATSA Puma III       | D9.8                        | KWO466 2012   | -                                 |
| 71     | La Favorita          | Mercedes Benz OF1418/52     | INR235 2010   | -                                 |
| 72     | TATSA Puma III       | D9.8                        | KWO467 2012   | -                                 |

Flota actualizada al 10/5/22

### Chasis
| Chasis:                     | Cantidad: | Coches:             |
| --------------------------- | --------- | ------------------- |
| D9.8                        | 5         | 61, 67, 69, 70 y 72 |
| Mercedes Benz OF1418/52     | 5         | 60, 63, 66, 68 y 71 |
| Mercedes Benz OH1315L-SB    | 1         | 62                  |
| Mercedes Benz OH1618L-SB/55 | 1         | 64                  |

### Carrocerías
| Carrocerías: | Cantidad: | Coches:             |
| ------------ | --------- | ------------------- |
| TATSA        | 5         | 61, 67, 69, 70 y 72 |
| La Favorita  | 3         | 60, 62 y 71         |
| Italbus      | 3         | 63, 66 y 68         |
| Ugarte       | 1         | 64                  |